# District de Nanyue
Pour les articles homonymes, voir Nanyue.
Le district de Nanyue (南岳区 ; pinyin : Nányuè Qū) est une subdivision administrative de la province du Hunan en Chine. Il est placé sous la juridiction de la ville-préfecture de Hengyang.
C'est dans ce district que l'on peut trouver Nanyue damiao, un des temple sacré taoïste consacré à Laozi et Mont Hend du Sud, l'une des cinq montagnes sacrées de Chine.